# Луминозност
Луминозност у астрономији представља укупну енергију коју звезда емитује за једну секунду на свим таласним дужинама. У астрономији, луминозност је укупна количина електромагнетне енергије коју у јединици времена емитује звезда, галаксија или други астрономски објекат. Луминозност се најчешће изражава у ватима или у луминозности Сунца (L⊙ ≈ 3,9 × 1026 W). Најсјајнији суперџинови имају луминозност реда величине 105 L⊙, док најслабији црвени патуљци имају луминозност око 10-5 L⊙.

## Мерење
Када није квалификован, термин „луминозност“ означава болометријску луминозност, која се мери или у СИ јединицама, ватима, или у виду сунчеве луминозност. Болометар је инструмент који се користи за мерење енергије зрачења у широком опсегу апсорпције и мерењем загревања. Звезда такође зрачи неутрине, који носе неку енергију (око 2% у случају нашег Сунца), доприносећи укупном сјају звезде. IAU је дефинисала номиналну сунчеву луминозност од 3,828×1026 W да би промовисала објављивање конзистентних и упоредивих вредности у јединицама сунчеве луминозности.
Иако болометри постоје, они се не могу користити за мерење чак ни привидног сјаја звезде, јер су недовољно осетљиви у целом електромагнетном спектру и зато што већина таласних дужина не допире до површине Земље. У пракси се болометријске магнитуде утврђују мерењем на одређеним таласним дужинама и конструисањем модела укупног спектра који ће највероватније одговарати тим мерењима. У неким случајевима, процес процене је екстреман, при чему се луминозности израчунавају када се посматра мање од 1% излазне енергије, на пример за врућу Волф-Рајетову звезду која се посматра само у инфрацрвеном спектру. Болометријске луминозности се такође могу израчунати коришћењем болометријске корекције луминозности у одређеном опсегу пролаза.
Термин луминозност се такође користи у контексту одређених пропусних опсега као што је визуелна луминозност K-опсега осветљења. То углавном нису луминозности у строгом смислу апсолутне мере зрачене снаге, већ апсолутне величине дефинисане за дати филтер у фотометријском систему. Постоји неколико различитих фотометријских система. Неки као што су UBV или Џонсонов систем су дефинисани према фотометријским стандардним звездама, док су други, као што је АБ систем, дефинисани у смислу спектралне густине флукса.

## Звездана луминозност
Сјај звезде се може одредити из две звездне карактеристике: величине и ефективне температуре. Прва је типично представљена у виду соларних радијуса, , док је друга представљена у келвинима, али у већини случајева ниједна се не може мерити директно. Да би се одредио полупречник звезде, потребне су још две метрике: угаони пречник звезде и њена удаљеност од Земље. Обе се могу мерити са великом тачношћу у одређеним случајевима, при чему хладни супергиганти често имају велике угаоне пречнике, а неке хладне еволуиране звезде имају масере у својој атмосфери који се могу користити за мерење паралаксе помоћу VLBI. Међутим, за већину звезда угаони пречник или паралакса, или обоје, далеко су испод садашњих могућности да се са сигурношћу мери. Пошто је ефективна температура само број који представља температуру црног тела које би репродуковало луминозност, она се очигледно не може директно мерити, али се може проценити из спектра.
Алтернативни начин мерења звезданог сјаја је мерење привидног сјаја и удаљености звезде. Трећа компонента потребна за извођење луминозности је степен присутног међузвезданог изумирања, стање које обично настаје због гаса и прашине присутних у међузвезданом медију (ISM), Земљиној атмосфери и циркумзвезданој материји. Сходно томе, један од централних изазова астрономије у одређивању сјаја звезде је извођење тачних мерења за сваку од ових компоненти, без којих тачна цифра луминозности остаје недосежна. Изумирање се може директно мерити само ако су познати и стварни и посматрани сјај, али се може проценити на основу уочене боје звезде, користећи моделе очекиваног нивоа црвенила из међузвезданог медија.
У садашњем систему класификације звезда, звезде су груписане према температури, при чему масивне, веома младе и енергичне звезде класе О имају температуру већу од 30.000 K, док мање масивне, типично старије звезде класе М показују температуре мање од 3.500 . Пошто је осветљеност пропорционална температури на четвртом степену, велике варијације у звезданим температурама производе још веће варијације у звезданом сјају. Пошто сјај зависи од велике снаге звездане масе, светлеће звезде велике масе имају много краћи животни век. Најсјајније звезде су увек младе звезде, не више од неколико милиона година за најекстремније. У Херцшпрунг-Раселовом дијаграму, x-оса представља температуру или спектрални тип, док y-оса представља луминозност или магнитуду. Огромна већина звезда се налази дуж главне секвенце са плавим звездама класе О које се налазе у горњем левом углу дијаграма, док црвене звезде класе М падају доле десно. Одређене звезде попут Денеба и Бетелгеза налазе се изнад и десно од главне секвенце, светлије или хладније од њихових еквивалената на главној секвенци. Повећана луминозност на истој температури, или алтернативно нижа температура при истој луминозности, указује да су ове звезде веће од оних на главној секвенци и називају се џинови или супергиганти.
Плави и бели супергиганти су звезде високог сјаја, нешто хладније од најсјајнијих звезда главног низа. Звезда попут Денеба, на пример, има луминозност око 200.000 , спектрални тип A2, и ефективну температуру око 8.500 , што значи да има радијус око 203 R☉ (1,41×1011 m). Поређења ради, црвени суперџин Бетелгез има сјај око 100.000 , спектрални тип М2, и температуру око 3.500 , што значи да је његов радијус око 1.000 R☉ (7,0×1011 m). Црвени супергиганти су највећи тип звезда, али најсјајнији су много мањи и топлији, са температурама до 50.000  и више и луминозностима од неколико милиона ⊙, што значи да су њихови полупречници само неколико десетина R⊙. На пример, R136a1 има температуру преко 46.000  и луминозност већу од 6.100.000 ⊙ (углавном у УВ), то је само 39 R☉ (2,7×1010 m).

## Радио луминозност
Луминозност радио извора се мери у W Hz−1, како би се избегло навођење пропусног опсега преко којег се мери. Уочена јачина, или густина флукса, радио извора се мери у јанскијима где је 1 Jy = 10−26 W m−2 Hz−1.
На пример, ако се узме у обзир предајник од 10 W на удаљености од 1 милион метара, који зрачи преко пропусног опсега од 1 . До тренутка када та снага стигне до посматрача, снага се шири по површини сфере површине 4πr2 или око 1.26×1013 m², тако да је њена густина флукса 10 / 106 / 1.26×1013 W m−2 Hz−1 = 108 Jy.
Уопштено говорећи, за изворе на космолошким удаљеностима, мора се извршити k-корекција за спектрални индекс α извора, а релативистичка корекција мора бити направљена због чињенице да је фреквенцијска скала у емитованом оквиру мировања другачија од оне у оквир мировања посматрача. Дакле, пун израз за радио-луминозност, под претпоставком изотропне емисије, јесте
{\displaystyle L_{\nu }={\frac {S_{\mathrm {obs} }4\pi {D_{L}}^{2}}{(1+z)^{1+\alpha }}}}
где је  луминозност у W Hz−1,  је уочен флукс густине у W m−2 Hz−1,  је луминозно растојање у метрима, z је црвени помак, α је спектрални индекс (у смислу {\displaystyle I\propto {\nu }^{\alpha }}, и у радио астрономији, под претпоставком топлотне емисије спектрални индекс је обично једнак 2.)
На пример, ако се узме у обзир сигнал од 1 Jy из радио извора са црвеним помаком од 1, на фреквенцији од 1,4 GHz. Космолошки калкулатор Неда Рајта израчунава луминозно растојање за црвени помак од 1 на 6701 Mpc = 2×1026 m дајући радио-луминозност од 10−26 × 4π(2×1026)2 / (1 + 1)(1 + 2) = 6×1026 W Hz−1.